# احمس-نب‌تا
احمس-نب‌تا (انگلیسی: Ahmose-Nebetta؛ ‏مصری باستان: Jꜥḥms-NbtꜢ) یک شاهدخت در مصر باستان در اواخر دوران حکمفرمایی دودمان هفدهم مصر در اواخر دوره دوم میانی مصر بود. وی احتمالاً یکی از دختران فرعون تائو دوم و ملکه اعح‌حتپ یکم و خواهر فرعون احمس یکم بود که بنیان‌گذار دودمان هجدهم مصر محسوب می‌شود.

## زندگی
احمس-نب‌تا (مصر باستان: Jꜥḥms-NbtꜢ «فرزند یاه (ماه) - بانوی زمین») احتمالاً دختر فرعون تائو دوم بود. او ممکن است با برادرش فرعون احمس یکم ازدواج کرده باشد، اما خواهرش احمس نفرتاری همسر بزرگ سلطنتی بود.

## شواهد و مدارک
القاب رسمی او شامل «دختر شاه» و «خواهر شاه» است. اصلی‌ترین سند مربوط به او، تندیسی از دوران آغازین دودمان هجدهم مصر است که در موزه لوور نگهداری می‌شود (شماره اِن ۴۹۶). این تندیس، شاهدختی را نشان می‌دهد که از او با عناوین «دختر شاه»، «خواهر شاه» و «دختر ملکه اعح‌حتپ یکم» یاد شده است. نام‌های آن‌ها در این تندیس درون کارتوش نوشته شده‌اند.

### لوور ئی ۱۵۶۸۲ (با استنادی ضعیف)
تندیسی از یک مرد جوان نشسته با عنوان «پسر ارشد شاه» (sꜣ-nsw smsw) به نام احمس، که نام سلطنتی سِقِنِن‌رَع (Seqenenre) را در پشت و سمت چپ جلو دارد، به «دختر بزرگ شاه» (sꜣt-nsw wrt) به نام احمس نیز اشاره دارد که ممکن است این اشاره به احمس-نب‌تا باشد، اما نام «نب‌تا» در آن نیامده و عنوانی متفاوت دارد. همچنین نام او در کارتوش نوشته نشده. این تندیس به شاهدخت دیگری به نام احمس اشاره می‌کند که ممکن است احمس-نِفرتاری باشد.

### شواهد غیرهم‌زمان (دوران‌های متاخر)
احمس-نب‌تا در مقبره «اینهِرکائو» (تی‌تی۳۵۹) که به دوران دودمان بیستم مصر تعلق دارد، به تصویر کشیده شده است. او به‌عنوان یکی از «اربابان مغرب» نمایش داده شده و در ردیف بالا، پشت سر احمس-تومِریسی و جلوی احمس ساپائیر قرار دارد.